# Hardin megye (Texas)
Hardin megye az Amerikai Egyesült Államokban, azon belül Texas államban található. Megyeszékhelye Kountze, legnagyobb városa Lumberton. Lakosainak száma 56 231 fő (2020. április 1.). Hardin megye Tyler, Jefferson, Orange, Polk, Liberty és Jasper megyékkel határos.

## Népesség
A megye népességének változása:
| Lakosok száma | 54 829 | 55 074 | 55 177 | 55 417 | 55 865 | 56 231 |
|               | 2010   | 2011   | 2012   | 2013   | 2015   | 2020   |